# Walla Walla (Waszyngton)
Walla Walla – miasto (city), ośrodek administracyjny hrabstwa Walla Walla, w południowo-wschodniej części stanu Waszyngton, w Stanach Zjednoczonych, położone nad rzeką Walla Walla, nieopodal granicy stanu Oregon. W 2010 roku miasto liczyło 31 731 mieszkańców.
W latach 1836–1847 na obszarze tym, pośród plemienia Cayuse, działała misja kongregacjonalistyczna, której założycielem był amerykański lekarz i pionier Marcus Whitman. Jej działalność przerwała dokonana przez Indian masakra, w której zginęło kilkunastu osadników, w tym Whitman (tzw. masakra Whitmana).
W 1856 roku założony został tutaj posterunek wojskowy, Fort Walla Walla, który stał się zaczątkiem nowej osady. Początkowo nazwane Steptoeville (na cześć podpułkownika Edwarda J. Steptoe'a, uczestnika wojen z Indianami), miasto formalnie założone zostało w 1862 roku pod obecną nazwą. W 1875 roku do miasta dotarła linia kolejowa Walla Walla and Columbia River Railroad.
Miasto położone jest na obszarze intensywnie wykorzystywanym rolniczo i stało się ośrodkiem przemysłu spożywczego i drzewnego.
Znajduje się tutaj baza Korpusu Inżynieryjnego Armii Stanów Zjednoczonych (US Army Corps of Engineers), więzienie stanowe Washington State Penitentiary oraz uczelnie Whitman College (zał. 1859), Walla Walla College (1892) i Walla Walla Community College (1967).